# Ольшаница (река)
Ольшаница (укр. Вільшаниця) — река в Золочевском районе Львовской области Украины. Правый приток реки Гологорка (бассейн Вислы).
Истоки расположены в селе Червоное, между холмами северных склонов Гологоров. Река течёт преимущественно на северо-запад по равнинной территории Надбужанской котловины. Впадает в Гологорку в селе Бортков.
Длина реки 12 км, площадь бассейна 150 км². Русло слабо извилистое, в основном выпрямленное и канализированное. Пойма в среднем и нижнем течении местами заболочена.